# لوسيا هويوس
لوسيا هويوس (بالإسبانية: Lucía Hoyos)‏ هي مقدمة تلفزيونية وعارضة وممثلة إسبانية، ولدت في 5 مارس 1975 في إشبيلية في إسبانيا.

## وصلات خارجية
- لوسيا هولز على موقع IMDb (الإنجليزية)
- لوسيا هولز على موقع قاعدة بيانات الفيلم (الإنجليزية)